# Osos de Rivas 2019
Questa voce raccoglie le informazioni riguardanti gli Osos de Rivas nelle competizioni ufficiali della stagione 2019.

## LNFA Serie A 2019

### Stagione regolare
| Gijón 19 gennaio 2019, ore 15:00 | Gijón Mariners | 6 – 43 referto | Osos de Rivas | Complejo Deportivo Las Mestas |

| Rivas-Vaciamadrid 2 febbraio 2019, ore 16:00 | Osos de Rivas | 34 – 0 referto | Camioneros de Coslada | Polideportivo Cerro del Telégrafo |

| Rivas-Vaciamadrid 9 febbraio 2019, ore 16:00 | Osos de Rivas | 40 – 0 referto | Santiago Black Ravens | Polideportivo Cerro del Telégrafo |

| Maracena 23 febbraio 2019, ore 16:30 | Granada Lions | 0 – 61 referto | Osos de Rivas | Ciudad Deportiva |

| Rivas-Vaciamadrid 2 marzo 2019, ore 16:00 | Osos de Rivas | 54 – 21 referto | Gijón Mariners | Polideportivo Cerro del Telégrafo |

| Coslada 17 marzo 2019, ore 12:00 | Camioneros de Coslada | 21 – 14 referto | Osos de Rivas | Polideportivo Valleaguado |

| Santiago di Compostela 24 marzo 2019, ore 12:00 | Santiago Black Ravens | 2 – 40 referto | Osos de Rivas | Campo de fútbol municipal de As Cancelas |

| Rivas-Vaciamadrid 6 aprile 2019, ore 16:00 | Osos de Rivas | 7 – 49 referto | Badalona Dracs | Polideportivo Cerro del Telégrafo |

### Playoff
| 27 aprile 2019 | Osos de Rivas | 41 – 61 | Murcia Cobras |  |

## LMFA9 2019

### Stagione regolare
| Alcobendas 19 gennaio 2019, ore 12:00 | Osos de Rivas | 44 – 0 referto | Pinto Goldbats | Polideportivo Municipal Jose Caballero |

| Majadahonda 3 febbraio 2019, ore 16:30 | Majadahonda Wildcats | 28 – 14 referto | Osos de Rivas | Campo de Fútbol Americano Valle del Arcipreste |

| Alcobendas 16 febbraio 2019, ore 12:00 | Osos de Rivas | 14 – 0 referto | Las Rozas Black Demons | Polideportivo Municipal Jose Caballero |

| Tres Cantos 9 marzo 2019, ore 16:00 | Tres Cantos Jabatos | 0 – 33 referto | Osos de Rivas | Polideportivo de La Luz |

| Alcobendas 23 marzo 2019, ore 12:30 | Osos de Rivas | 47 – 0 referto | Madrid Capitals | Polideportivo Municipal Jose Caballero |

| Alcobendas 7 aprile 2019, ore 12:00 | Osos de Rivas | 39 – 0 referto | Toros de Madrid | Polideportivo Municipal Jose Caballero |

| Rivas-Vaciamadrid 27 aprile 2019, ore 19:00 | Alcorcón Smilodons | 13 – 39 referto | Osos de Rivas | Polideportivo Cerro del Telégrafo |

### Playoff
| Alcobendas 25 maggio 2019, ore 12:30 | Osos de Rivas | 27 – 8 referto | Madrid Capitals | Polideportivo Municipal Jose Caballero |

| Alcobendas 15 giugno 2019, ore 12:00 | Las Rozas Black Demons | 17 – 21 referto | Osos de Rivas | Polideportivo Municipal Jose Caballero |

## XXIV Copa de España

### Fase a eliminazione diretta
| 2 novembre 2019, ore 16:00 | Osos de Rivas | 7 – 29 referto | L'Hospitalet Pioners |  |

## Statistiche di squadra
| Competizione            | %Vittorie | In casa | In casa | In casa | In casa | In casa | In casa | In trasferta | In trasferta | In trasferta | In trasferta | In trasferta | In trasferta | Totale | Totale | Totale | Totale | Totale | Totale |
| Competizione            | %Vittorie | G       | V       | N       | P       | Pf      | Ps      | G            | V            | N            | P            | Pf           | Ps           | G      | V      | N      | P      | Pf     | Ps     |
| ----------------------- | --------- | ------- | ------- | ------- | ------- | ------- | ------- | ------------ | ------------ | ------------ | ------------ | ------------ | ------------ | ------ | ------ | ------ | ------ | ------ | ------ |
| LNFA Stagione regolare  | .750      | 4       | 3       | 0       | 1       | 135     | 70      | 4            | 3            | 0            | 1            | 158          | 29           | 8      | 6      | 0      | 2      | 293    | 99     |
| LNFA Playoff            | .000      | 1       | 0       | 0       | 1       | 41      | 61      | 0            | 0            | 0            | 0            | 0            | 0            | 1      | 0      | 0      | 1      | 41     | 61     |
| LMFA9 Stagione regolare | .857      | 4       | 4       | 0       | 0       | 144     | 0       | 3            | 2            | 0            | 1            | 86           | 41           | 7      | 6      | 0      | 1      | 230    | 41     |
| LMFA9 Playoff           | 1.000     | 1       | 1       | 0       | 0       | 27      | 8       | 1            | 1            | 0            | 0            | 21           | 17           | 2      | 2      | 0      | 0      | 48     | 25     |
| Coppa                   | .000      | 1       | 0       | 0       | 1       | 7       | 29      | 0            | 0            | 0            | 0            | 0            | 0            | 1      | 0      | 0      | 1      | 7      | 29     |
| Totale                  | .737      | 11      | 8       | 0       | 3       | 354     | 168     | 8            | 6            | 0            | 2            | 265          | 87           | 19     | 14     | 0      | 5      | 619    | 255    |